# Locmaria
Locmaria is een gemeente in het Franse departement Morbihan (regio Bretagne). De plaats maakt deel uit van het arrondissement Lorient. Het is een van de vier gemeenten op het eiland Belle-Île-en-Mer. Locmaria telde op 1 januari 2022 973 inwoners.

## Geografie
De oppervlakte van Locmaria bedroeg op 1 januari 2022 20,55 vierkante kilometer; de bevolkingsdichtheid was toen 47,3 inwoners per km².

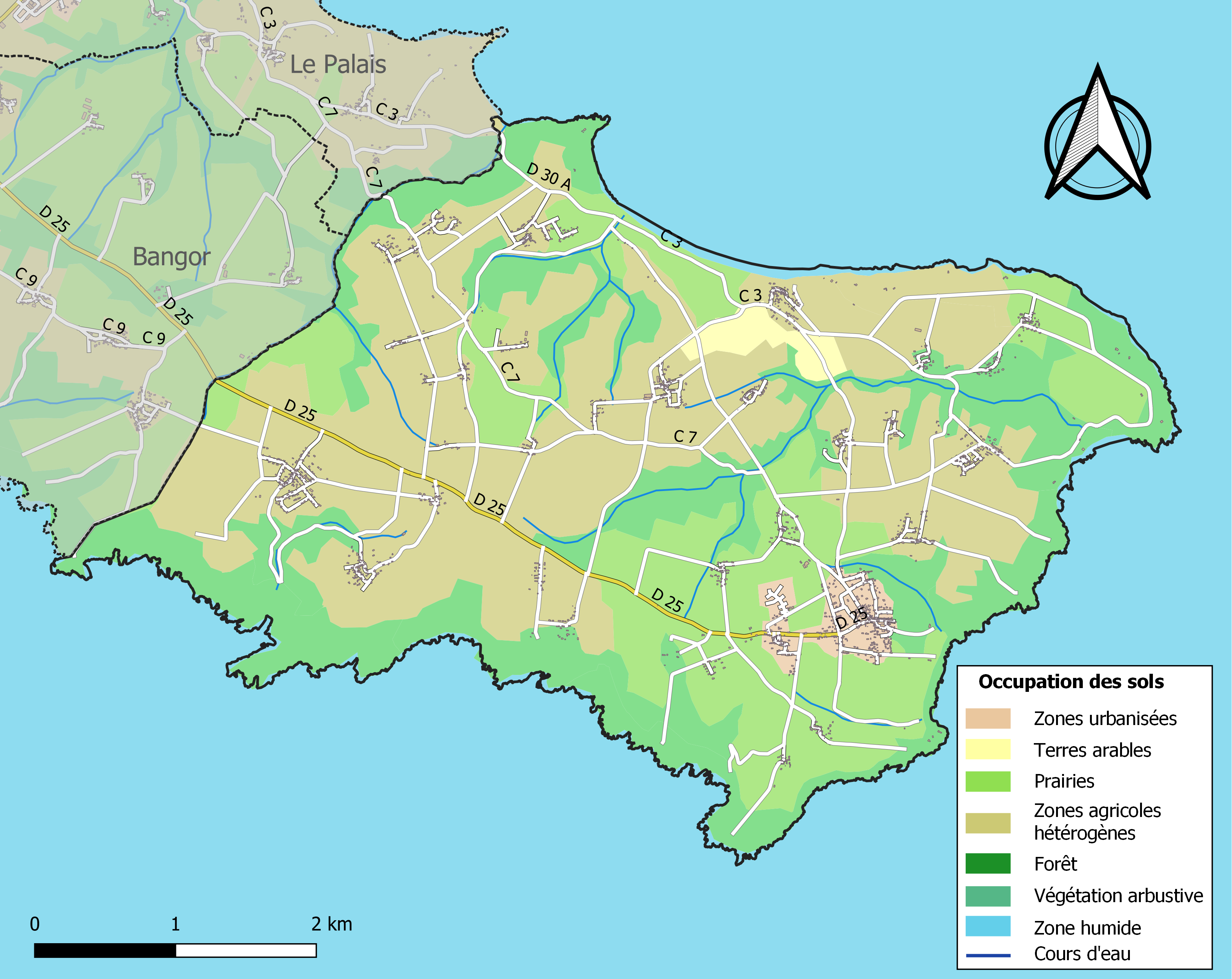
Kaart van de gemeente met de belangrijkste infrastructuur, bodemgebruik en omliggende gemeenten

## Demografie
Onderstaande figuur toont het verloop van het inwonertal (bron: INSEE-tellingen).